# Csikvánd, Győr-Moson-Sopron
Csikvánd  este un sat în districtul Tét, județul Győr-Moson-Sopron, Ungaria, având o populație de 465 de locuitori (2011).

## Demografie
Componența etnică a satului Csikvánd
     Maghiari (99,32%)
     Germani (0,68%)
Componența confesională a satului Csikvánd
     Luterani (45,81%)
     Romano-catolici (29,89%)
     Reformați (4,3%)
     Fără religie (4,3%)
     Necunoscută (14,84%)
     Atei (0,86%)
Conform recensământului din 2011, satul Csikvánd avea 465 de locuitori. Din punct de vedere etnic, majoritatea locuitorilor (99,32%) erau maghiari. Nu există o religie majoritară, locuitorii fiind luterani (45,81%), romano-catolici (29,89%), reformați (4,3%) și persoane fără religie (4,3%). Pentru 14,84% din locuitori nu este cunoscută apartenența confesională.

## Personalități născute aici
- Agota Kristóf (1935 - 2011), scriitoare de limbă franceză, care a locuit în Elveția.